# Gino van Kessel
Gino Ronald van Kessel (Alkmaar, Países Bajos, 9 de marzo de 1993) es un futbolista curazoleño que juega de delantero en el C. A. Pulpileño de la Tercera Federación.

## Trayectoria

### Inicios
En 2012, luego de formarse en las categorías inferiores del AZ Alkmaar, fue adquirido por el Ajax.
En diciembre de 2012 fue cedido a préstamo al Almere City, club con el que disputó la Eerste Divisie, segunda división del fútbol neerlandés. Jugó un total de diez partidos y anotó un gol.

### Primer paso por Eslovaquia
En julio de 2013 fue cedido al AS Trenčín de la Primera División de Eslovaquia hasta el mercado de pases en enero de 2014. Debutó el 21 de julio en la derrota por dos goles a uno ante el Spartak Trnava. Una vez finalizado, su contrato fue extendido por seis meses más.

### Experiencia en Francia
En agosto de 2014 se incorporó a las filas del Athlétic Club Arles-Avignon, de la Ligue 2 de Francia. Debutó el 29 de agosto en el empate a dos goles ante el Nîmes Olympique.

### Regreso a Eslovaquia y conocer nuevas ligas
Regresó al AS Trenčín en enero de 2015. Permaneció en el conjunto eslovaco por dos temporadas.
En julio de 2016 fue adquirido por el Slavia Praga por una cifra cercana a 1 200 000 £. Hizo su debut el 8 de agosto en el empate ante el Fastav Zlín, anotando su primer gol ese mismo partido. En total, disputó siete partidos con el conjunto checo, anotando dos goles.
Se incorporó a préstamo al Lechia Gdańsk, de la Ekstraklasa, máxima categoría del fútbol polaco. Disputó apenas tres encuentros.
En agosto de 2017 se incorporó al Oxford United, cedido por el Slavia Praga. Debutó el 12 de agosto en la victoria por tres goles a cero ante el Portsmouth.
El 9 de agosto de 2018 se hizo oficial su fichaje por el KSV Roeselare.

### Tercera etapa en Eslovaquia
El 19 de julio de 2019, el Spartak Trnava hizo oficial su incorporación.
Un mes después de fichar por el Spartak Trnava, regresó al AS Trenčín en calidad de cedido hasta final de año.

## Selección nacional
En mayo de 2015 fue convocado por el técnico Patrick Kluivert para dos partidos ante Cuba correspondiente a las eliminatorias de la Concacaf para la Copa Mundial de Fútbol de 2018, encuentros disputados el 10 y 14 de junio. Anotó su primer gol con la camiseta de Curazao el 26 de marzo de 2016 ante República Dominicana en un encuentro correspondiente a la Copa del Caribe de 2016.

### Participaciones en Eliminatorias
| Eliminatoria       | Resultado    | Partidos | Goles |
| ------------------ | ------------ | -------- | ----- |
| Eliminatorias 2018 | No clasificó | 4        | 0     |

### Participaciones en Copa del Caribe
| Copa del Caribe         | Resultado | Partidos | Goles |
| ----------------------- | --------- | -------- | ----- |
| Copa del Caribe de 2016 | Campeón   | 6        | 7     |
| Copa del Caribe de 2017 | Campeón   | 2        | 0     |

### Participaciones en Copa Oro
| Copa                         | Sede           | Resultado      | Partidos | Goles |
| ---------------------------- | -------------- | -------------- | -------- | ----- |
| Copa Oro de la Concacaf 2017 | Estados Unidos | Fase de grupos | 3        | 0     |

## Clubes
| Club                         | País            | Año       |
| ---------------------------- | --------------- | --------- |
| Ajax de Ámsterdam            | Países Bajos    | 2013-2014 |
| Almere City (cedido)         | Países Bajos    | 2013      |
| F. K. A. S. Trenčín (cedido) | Eslovaquia      | 2013-2014 |
| A. C. Arles-Avignon          | Francia         | 2014      |
| F. K. A. S. Trenčín          | Eslovaquia      | 2015-2016 |
| S. K. Slavia Praga           | República Checa | 2016-2018 |
| Lechia Gdańsk (cedido)       | Polonia         | 2017      |
| Oxford United F. C. (cedido) | Inglaterra      | 2017-2018 |
| K. S. V. Roeselare           | Bélgica         | 2018-2019 |
| Spartak Trnava               | Eslovaquia      | 2019-2020 |
| F. K. A. S. Trenčín (cedido) | Eslovaquia      | 2019-2020 |
| Olympiakos Nicosia F. C.     | Chipre          | 2020-2021 |
| Dalkurd FF                   | Suecia          | 2021      |
| Gyirmót F. C. Győr           | Hungría         | 2022      |
| MFK Zemplín Michalovce       | Eslovaquia      | 2023-2024 |
| C. A. Pulpileño              | España          | 2025-     |

## Palmarés

### Campeonatos nacionales
| Título                  | Club                | País       | Año  |
| ----------------------- | ------------------- | ---------- | ---- |
| Superliga de Eslovaquia | F. K. A. S. Trenčín | Eslovaquia | 2015 |
| Copa de Eslovaquia      | F. K. A. S. Trenčín | Eslovaquia | 2015 |
| Superliga de Eslovaquia | F. K. A. S. Trenčín | Eslovaquia | 2016 |
| Copa de Eslovaquia      | F. K. A. S. Trenčín | Eslovaquia | 2016 |